# کلیسای مریم و هاکوپ
مجموعه کلیسای مریم و هاکوپ مقدس (به ارمنی: Սուրբ Աստվածածին եկեղեցի) مربوط به دوره صفوی است و در اصفهان، محله نو جلفا، خیابان نظر شرقی، میدان بزرگ واقع شده و در حال حاضر خیابان توحید از مجاور آن عبور می‌کند. این اثر در تاریخ ۱۷ اسفند ۱۳۸۱ با شمارهٔ ثبت ۷۶۴۷ به‌عنوان یکی از آثار ملی ایران به ثبت رسیده‌است.

## کلیسای هاکوپ مقدس
کلیسای هاکوپ (به انگلیسی Hakoup church) یا کلیسای یعقوب مقدس، قدیمی‌ترین کلیسای شهر اصفهان است. سال ساخت این کلیسا ۱۶۰۷ میلادی است. در سال ۱۶۱۳ میلادی در اطراف این کلیسا، ساختمان کلیسای مریم مقدس را ساخته‌اند و در حال حاضر کلیسای هاکوپ در داخل کلیسای مریم مقدس و در ضلع شمالی آن قرار دارد.

## معماری کلیسای هاکوپ مقدس
پلان اولیه کلیسا به شکل صلیب بوده که به علت تخریب بازوی جنوبی آن در سال ۱۸۴۳ میلادی به شکل مستطیلی در جهت شرقی - غربی با ابعاد ۲/۱۲x۹/۳ متر درآمده.
سه گنبد کوچک قوسی شکل آن و سقف بنا بر روی قوسهایی تکیه کرده‌اند که بر روی ستونهای پهن متصل به دیوارهای شمالی و جنوبی قرار دارند.
از سه گنبد کوچک بنا گنبد میانی نسبتاً بزرگتر است. مصالح به کار رفته در ساختمان عبارت‌اند از خشت و آجر. دیوارهای داخلی با گچ و دیوارهای خارجی با کاهگل پوشانده شده‌اند. در بالای ورودی اصلی کلیسا نیز دو کتیبه به زبان ارمنی مربوط به سال ۱۶۰۷ میلادی وجود دارد.

## کلیسای مریم مقدس
کلیسای مریم مقدس (به انگلیسی St. Mary Church) یا کلیسای آسدوادزادزین (به زبان ارمنی به معنی مریم مقدس) (به انگلیسی Sourp Asdvadzadzin) دومین کلیسای قدیمی شهر اصفهان است و در سال ۱۶۱۳ میلادی در زمان حکومت صفویه توسط یکی از تاجران آن دوران به نام «آوِدیک باباکیان» ساخته شده‌است.

## معماری کلیسای مریم مقدس
پلان کلیسا مستطیلی شرقی-غربی از نوع تالارهای گنبددار در معماری ارمنی است. بنا چندین گنبد قوسی شکل کوچک دارد اما گنبد اصلی آن، که دارای چهار نورگیر است، در وسط ساختمان قرار گرفته و به
قوسهایی تکیه کرده که بر روی ستونهای پهن متصل به دیوارهای شمالی و جنوبی قرار دارند.
این ستونها فضای داخلی کلیسا را به سه بخش مرتبط به هم تقسیم می‌کنند. در قسمت شرقی بنا محراب کلیسا واقع شده و در دو طرف آن نیز دو اتاقک مستطیل شکل قرار گرفته‌است.
مصالح به کار رفته در بنا عبارت اند از خشت و آجر. دیوارهای داخلی ساختمان با گچ پوشانده شده‌اند و بر روی آنها نقاشیهایی با موضوعاتی از کتاب مقدس به تصویر کشیده شده. اطراف کلیسا، به غیر از سمت شرقی آن، دارای رواقی با بیست ستون از جنس سنگ حجاری شده‌است که کلیه این ستون‌ها با قوسهایی به یکدیگر متصل شده‌اند.
سطح خارجی قوسها با کاشی‌های لعابدار به رنگهای مختلف تزیین شده که به زیبایی نمای خارجی کلیسا افزوده‌است. در محوطه این کلیسا بناهای مختلفی قرار داشته‌اند.
در سال ۱۸۴۸م در قسمت غربی کلیسا و بالای ورودی آن نیز برج ناقوس خانه ساخته شده. در مجاورت ضلع جنوبی بنا هم نمازخانه کوچکی به نام استپانوس قرار دارد. کلیسای هاکوپ مقدس نیز در نزدیکی و در داخل حیاط این کلیسا واقع شده‌است.

## نگارخانه

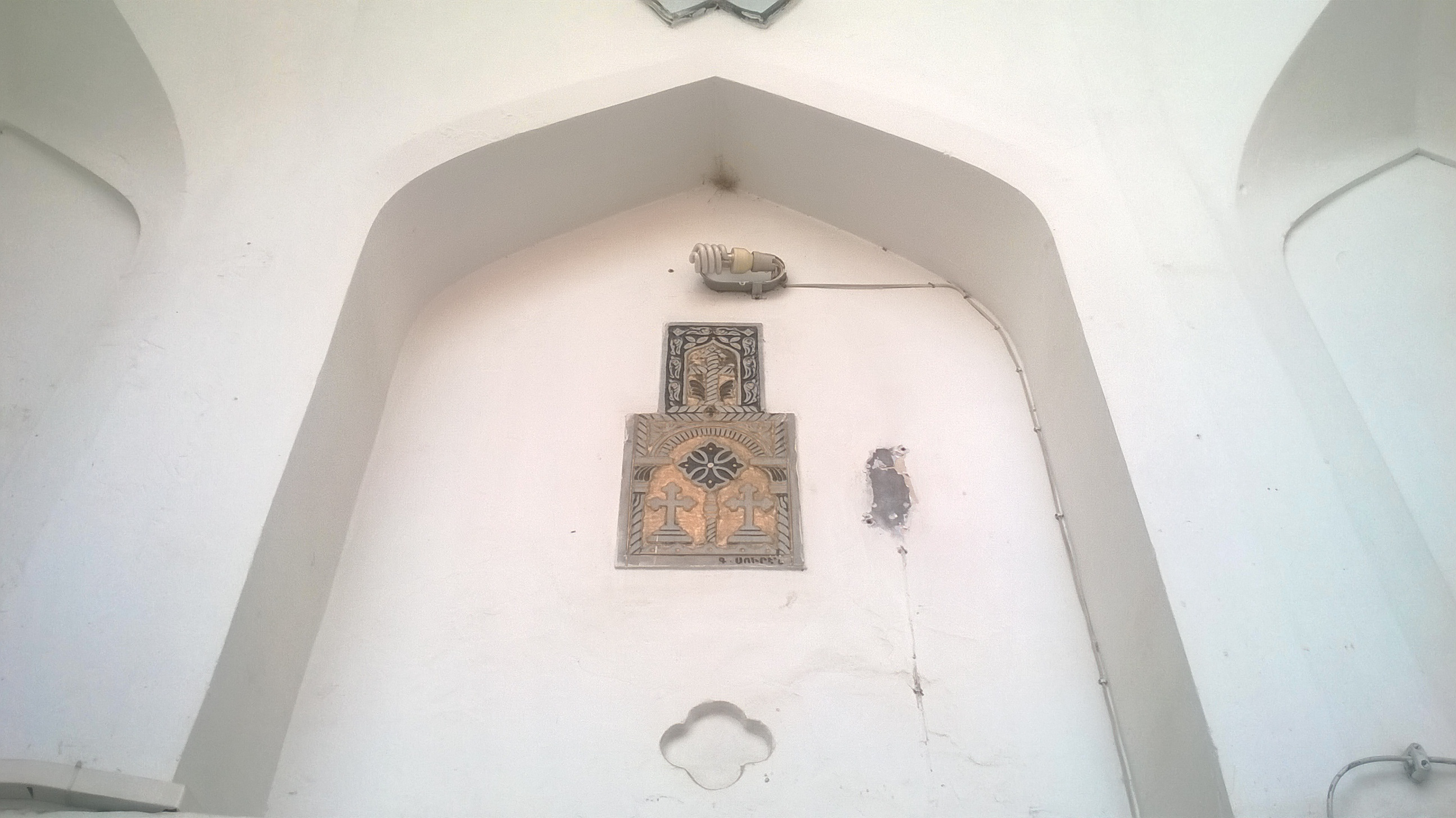
سردرِ ورودیِ کلیسا: داخلِ کوچه
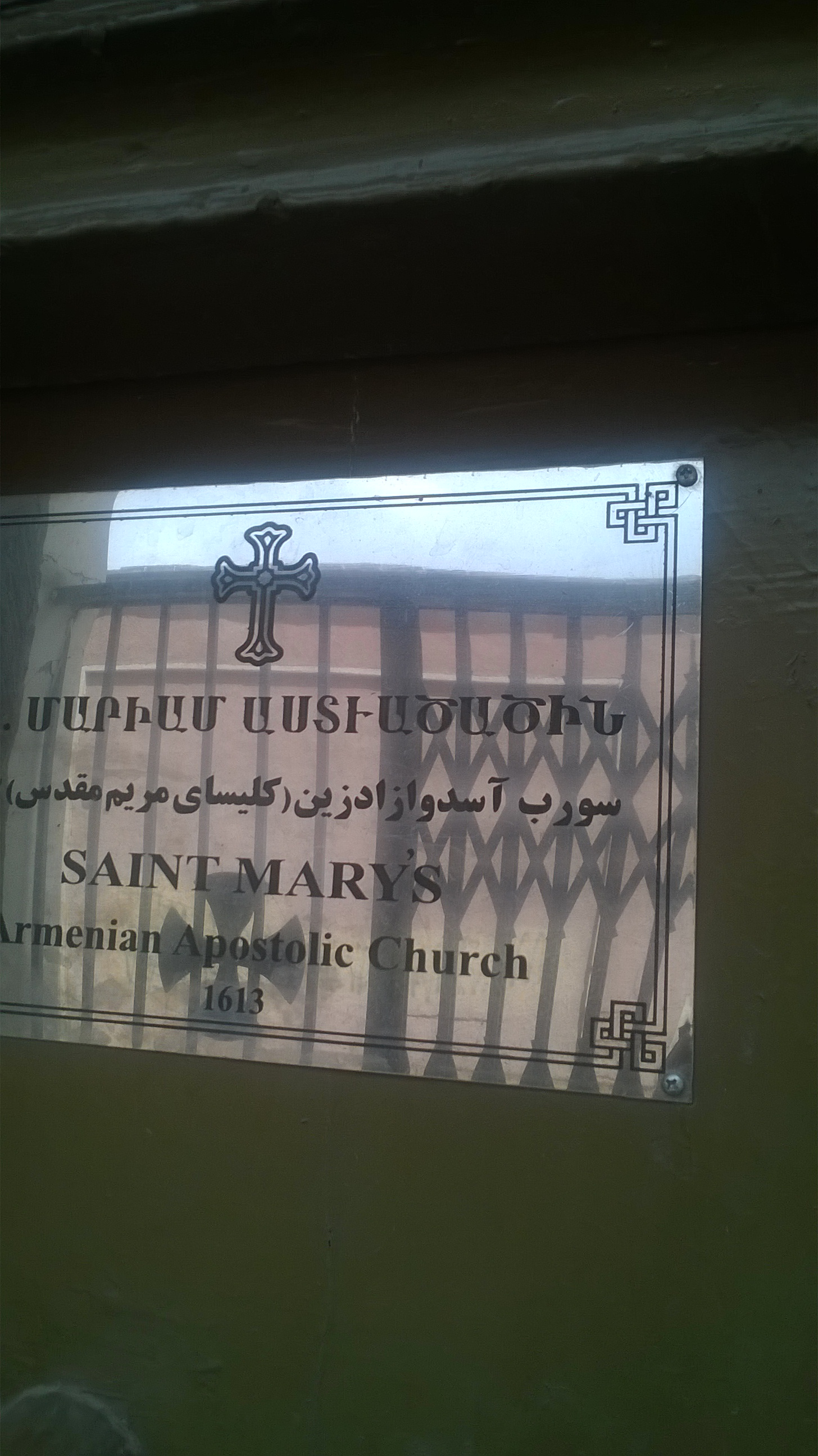
ورودیِ کلیسا: داخلِ کوچه